# Villa Friedenshain
Die Villa Friedenshain, auch Villa Abendfrieden, ist ein Wohnhaus in der Weinbergstraße 42 im Stadtteil Oberlößnitz der Stadt Radebeul in Sachsen, inmitten der Historischen Weinberglandschaft Radebeul. Das unter Denkmalschutz stehende, villenähnliche Landhaus im Schweizerstil entwarf der Architekt Oswald Haenel 1894/1895 auf dem Nachbargrundstück seines eigenen Wohnsitzes zur gleichen Zeit wie dieses, gebaut wurde es ebenfalls durch die Gebrüder Ziller.

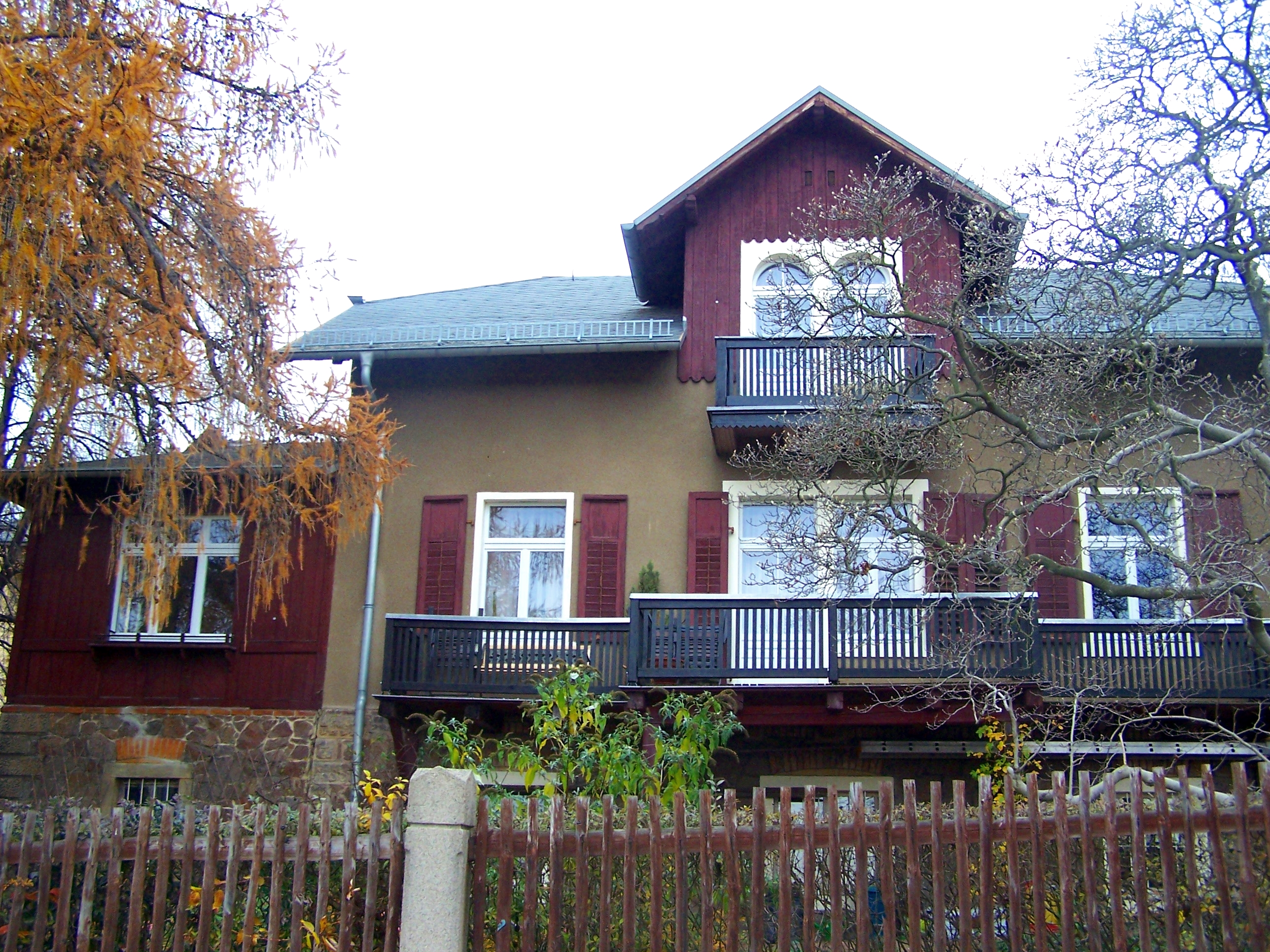
Villa Friedenshain

## Beschreibung

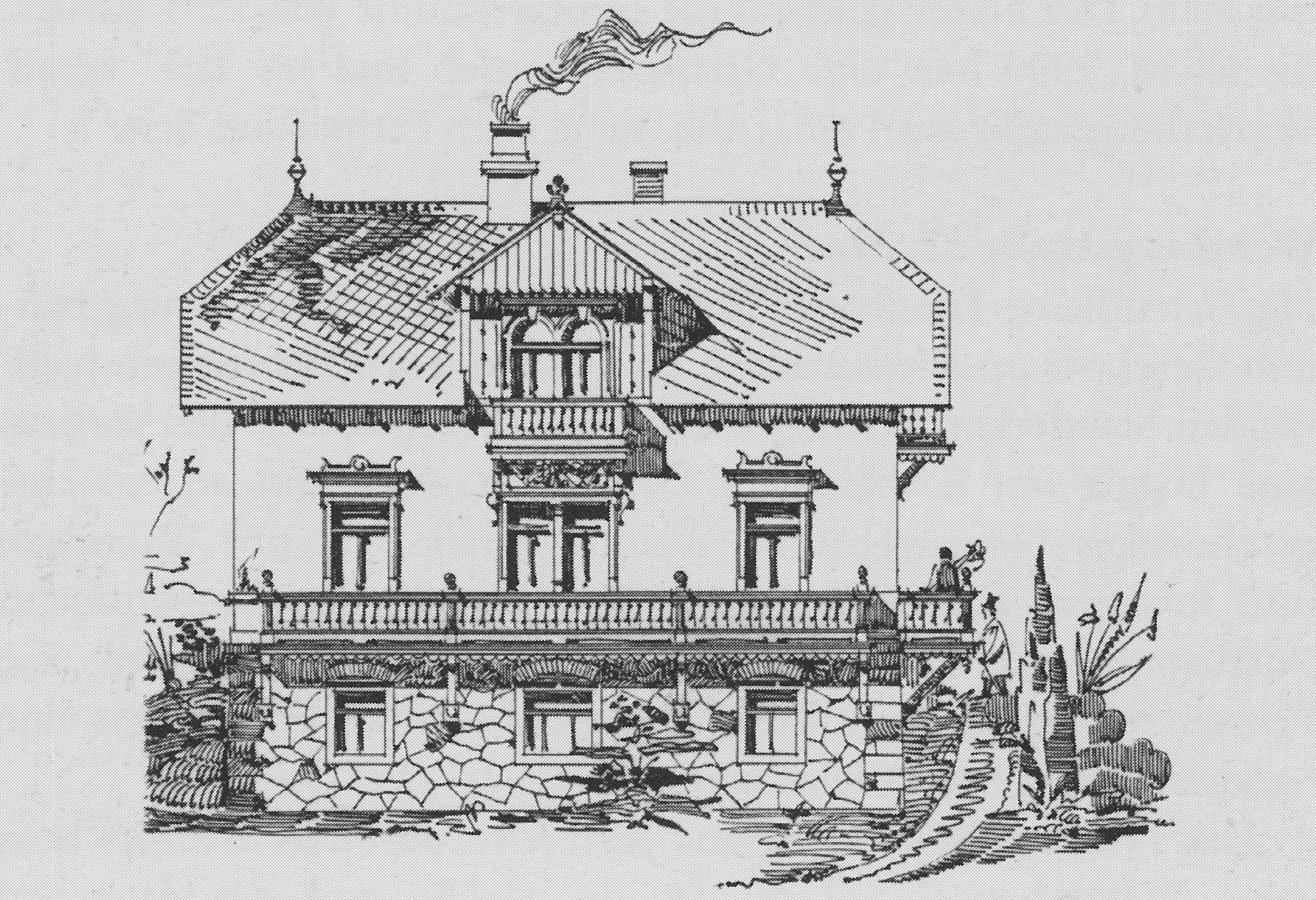
Bauzeichnung von Haenel, um 1894

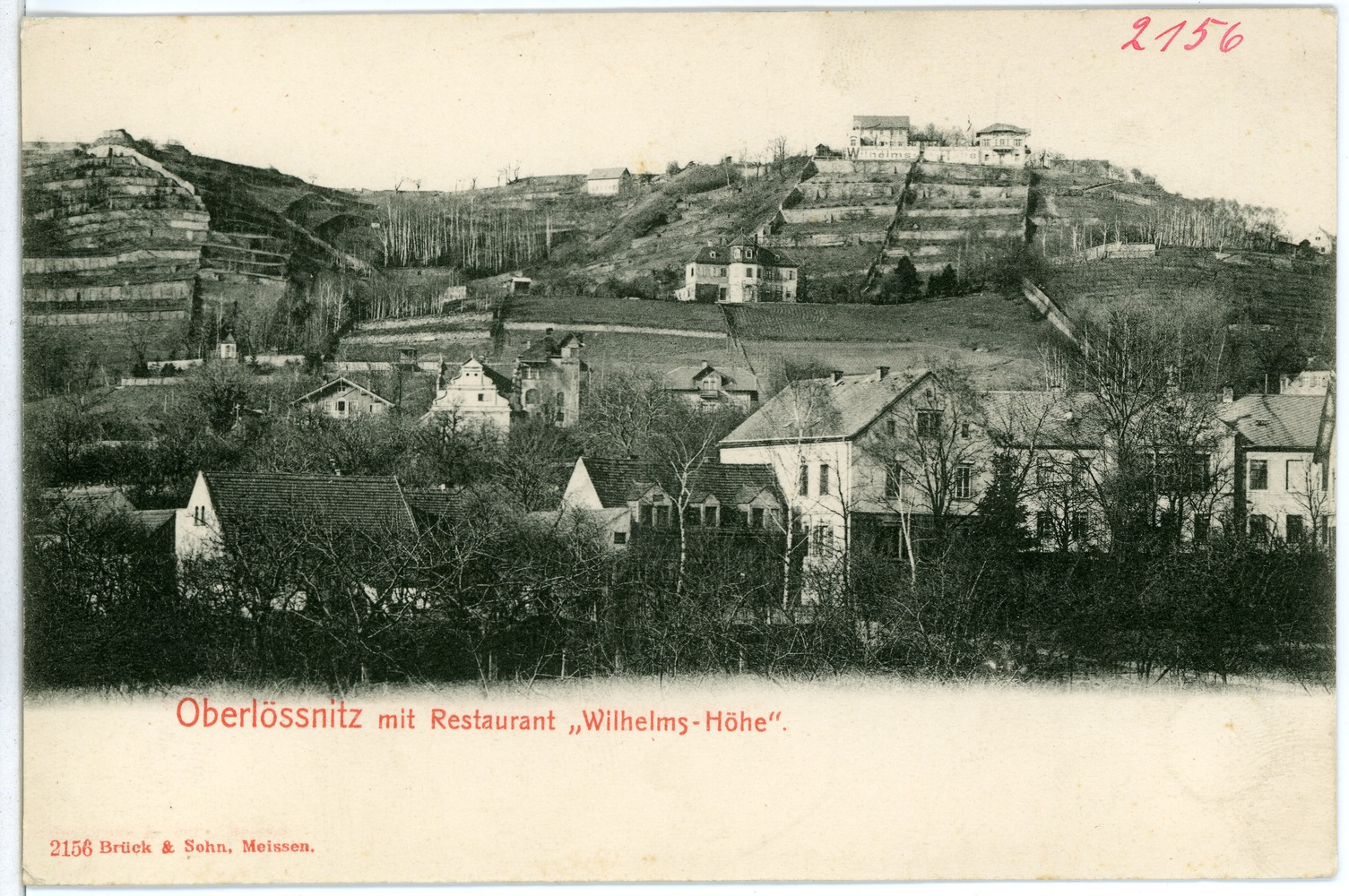
Villa Friedenshain (Bildmitte, 1901)

Das villenartige Landhaus liegt am Fuß eines ehemaligen Weinbergs unterhalb vom Haus in der Sonne. Das Gebäude wurde für den Kultus-Ministerial-Kassierer August Radloff 1894 von Oswald Haenel zusammen mit seiner eigenen benachbarten Villa (Villa Haenel in Radebeul) entworfen und ebenfalls bis 1895 durch die Gebrüder Ziller errichtet.
Das eingeschossige Wohnhaus steht im Gegensatz zu Haenels eigener Villa fast direkt an der Straße. Das verputzte Gebäude steht auf einem Bruchsteinsockel und hat, mit der Traufe zur Straße, ein Krüppelwalmdach sowie in beiden Traufseiten breite Dachgauben. Die Giebel sind verbrettert. In der nach Süden liegenden Straßenansicht befinden sich mehrere Balkone, derjenige im Erdgeschoss geht über die ganze Breite. In der linken Seitenansicht steht eine hölzerne Veranda, die 1917 nachträglich angebaut wurde.